# Byrsia papuana
Byrsia papuana är en fjärilsart som beskrevs av Rothschild och Jordan 1901. Byrsia papuana ingår i släktet Byrsia och familjen björnspinnare. Inga underarter finns listade i Catalogue of Life.